# A mestergyilkos – Feltámadás
A mestergyilkos – Feltámadás (eredeti cím: Mechanic: Resurrection) 2016-ban bemutatott amerikai akció-thriller, melyet Dennis Gansel rendezett és Philip Shelby, Tony Mosher, Rachel Long, valamint Brian Pittman írt. A film a 2011-ben bemutatott A mestergyilkos folytatása, főszereplői Jason Statham, Tommy Lee Jones, Jessica Alba és Michelle Yeoh.
Az Amerikai Egyesült Államokban 2016. augusztus 26-án mutatták be, Magyarországon egy héttel később szinkronizálva, szeptember 1-én a Freeman Film forgalmazásában.
A film forgatását 2014 novemberében kezdték el Bangkokban, de Bulgáriában, Malajziában, Brazíliában és Sydneyben is forgattak jeleneteket. A mestergyilkos – Feltámadás negatív kritikákat kapott, világszerte 125 millió dolláros bevételt hozott.

## Történet
|  | Alább a cselekmény részletei következnek! |

Miután Arthur Bishop (Jason Statham) megjátszotta a halálát, nyugodt életet él Rio de Janeiróban, Otto Santos néven. Hamarosan megkeresi egy nő, aki elmondja, hogy a munkaadója feladatot kínál neki; meg kell ölnie három személyt, és a gyilkosságoknak balesetnek kell látszódniuk. Bishop lefényképezi a telefonjával a nőt és leharcolja a zsoldosait, majd egy sárkányrepülőre ugorva elmenekül. Bishop Thaiföldre utazik, hogy menedéket leljen a tengerparti házban Mae (Michelle Yeoh) nevű barátjánál. Az éjszaka folyamán kifaggatja a nőt és megtudja, hogy a munkaadója egy Riah Crain (Sam Hazeldine) nevű ember.
Másnap reggel egy vonzó fiatal nő, Gina Thorne (Jessica Alba) érkezik a partra, hogy kérjen néhány elsősegély dolgot Maetől, de észreveszi a nő száját és a karjait, amiken mély zúzódások vannak, amelyek azt sugallják, hogy rosszul bántak vele. Azon az estén Mae észreveszi, hogy a fiatal nőnek megtámadják a hajóját, majd meggyőzi Bishopot, hogy segítsen. A motorcsónakjával siet a nőhöz és megpróbálja szép szavakkal elküldeni onnan a bántalmazót, de az ezt követő harcban a bántalmazó beveri a fejét a hajó egyik alkatrészébe és meghal. Mae is megérkezik, hogy Ginát a partra vigye, míg Bishop kutat a hajóban, hogy találjon nyomokat. Ezt követően felgyújtja a hajót. Bishop megtudja, hogy a fiatal hölgy, Gina Crainnek dolgozik, de a nő elmondja neki, hogy kénytelen neki dolgozni, mert ahol dolgozik Kambodzsában Crain fenyegeti a gyerekeket, akiknek ő segít. Bishop kénytelen elfogadni a megbízást, hogy segítsen a nőnek és hogy ne üldözzék tovább.
|  | Itt a vége a cselekmény részletezésének! |

## Szereplők
| Szereplő      | Színész             | Magyar hang         |
| ------------- | ------------------- | ------------------- |
| Arthur Bishop | Jason Statham       | Epres Attila        |
| Gina Thorne   | Jessica Alba        | Solecki Janka       |
| Max Adams     | Tommy Lee Jones     | Reviczky Gábor      |
| Mae           | Michelle Yeoh       | Vándor Éva          |
| Riah Crain    | Sam Hazeldine       | Király Attla        |
| Jeremy        | John Cenatiempo     | Petridisz Hrisztosz |
| Adrian Cook   | Toby Eddington      | Katona Zoltán       |
| Krill         | Femi Elufowoju, Jr. | Albert Péter        |